# Gisa (Rugerero)
Gisa ist eine von sieben Zellen (Verwaltungseinheiten 4. Ebene) im Sektor Rugerero des Distrikts Rubavu in der Westprovinz von Ruanda. Sie liegt östlich der Stadt Gisenyi auf einer Höhe von etwa 1650 m. Nachbarzellen sind im Norden Murara, im Osten Rugerero, im Südosten Kabilizi, im Westen Rwaza und im Nordwesten Rubavu. Durch die Zelle verläuft in Ost-West-Richtung die Nationalstraße 2 und südlich parallel zu dieser der Fluss Sebeya.
Am 23. Juni 2024 wurde in Gisa eine Wahlkampfveranstaltung der Ruandischen Patriotischen Front (RPF) für die Präsidentschaftswahl 2024 abgehalten, die laut der RPF rund 250.000 Menschen besuchten. Bei einem Gedränge kam ein Mensch ums Leben und 37 weitere wurden verletzt.